# Andrzej Hudziak
Andrzej Hudziak (ur. 27 lutego 1955 w Krakowie, zm. 14 czerwca 2014 tamże) – polski aktor teatralny, filmowy i telewizyjny.

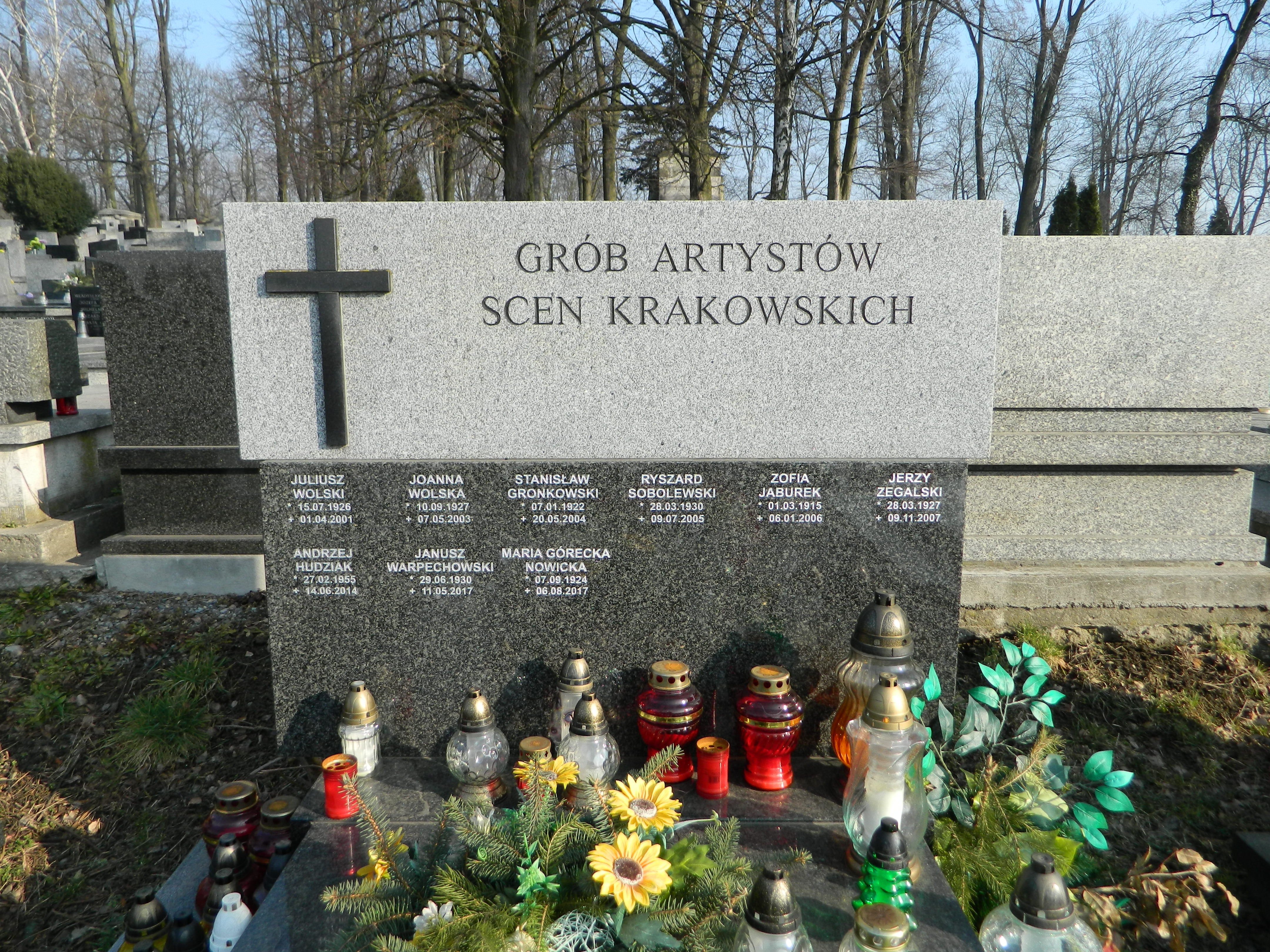
Grób Andrzeja Hudziaka na Cmentarzu Salwatorskim w Krakowie (sektor J, rząd 1, numer grobu – 18)

## Życiorys
Wychował się w Katowicach. W latach nauki w V Liceum Ogólnokształcącym im. Władysława Broniewskiego w Katowicach występował w amatorskim teatrze, prowadzonym przez Lecha Majewskiego. W 1977 ukończył studia na Wydziale Aktorskim w Państwowej Wyższej Szkole Teatralnej w Krakowie. Od tego czasu był aktorem Starego Teatru.
Na scenie Starego Teatru zadebiutował jeszcze przed ukończeniem PWST, grając w 1975 rolę Studenta w inscenizacji Garbusa Sławomira Mrożka w reżyserii Jerzego Jarockiego. W kolejnych latach stworzył w krakowskim teatrze szereg kreacji w spektaklach reżyserowanych m.in. przez Tadeusza Bradeckiego, Jerzego Grzegorzewskiego, Andrzeja Wajdę i Rudolfa Ziołę. Wystąpił także w wielu przedstawieniach Teatru Telewizji.
Rolą Inocentego w Iwonie. Księżniczce Burgunda Witolda Gombrowicza rozpoczął w 1978 wieloletnią współpracę z Krystianem Lupą. Zagrał w kilkunastu spektaklach reżyserowanych przez Lupę, m.in. jako Zosima w Braciach Karamazow Fiodora Dostojewskiego i Jeszua Ha-Nocri w Mistrzu i Małgorzacie Michaiła Bułhakowa. Za najwybitniejsze osiągnięcie aktorskie w jego karierze teatralnej uchodzi rola Konrada w Kalkwerku w reżyserii Lupy według Thomasa Bernharda.
W 1978 rolą w Spirali Krzysztofa Zanussiego zadebiutował w filmie fabularnym. Grywał zwykle role drugoplanowe i epizodyczne, m.in. u Zanussiego, Wajdy oraz Jerzego Stuhra i Kazimierza Kutza. W 2005 w obrazie Parę osób, mały czas Andrzeja Barańskiego zagrał rolę poety Mirona Białoszewskiego, która przyniosła mu szerokie uznanie i szereg nagród, m.in. za najlepszą rolę męską na Festiwalu Filmowym w Karlowych Warach.

## Filmografia
- 1978: Spirala – Augustyn
- 1979: Klincz – Franciszek
- 1980: Constans – młody lekarz
- 1980: Rycerz – mnich
- 1980: Z biegiem lat, z biegiem dni... – dziennikarz Witoldyński
- 1981: Z dalekiego kraju – więzień Oświęcimia
- 1982: Epitafium dla Barbary Radziwiłłówny – zakonnik spowiadający Zygmunta Augusta
- 1982: Popielec (odcinek 7)
- 1990: Śmierć dziecioroba – „Korek”, mąż Maliny
- 1991: Dzieci wojny
- 1994: Śmierć jak kromka chleba – Hajduk, wiceprzewodniczący Komisji Zakładowej „Solidarność”
- 1997: Historie miłosne – „Rozprowadzający”, asystent „Ankietera”
- 1999: Pan Tadeusz – Asesor
- 1999: Wojaczek – Zatyczka
- 2000: Szczęśliwy człowiek – lekarz
- 2000: Weiser – kościelny
- 2001: Wiedźmin – baron Herm
- 2002: Wiedźmin – baron Herm (odcinek 9)
- 2003: Zaginiona – fotograf policyjny współpracujący z Markiem Tokarskim
- 2003: Zerwany – „wujek” Stefan Bogacz
- 2005: Parę osób, mały czas – Miron Białoszewski
- 2006: Hi way – ojciec Oli w „Jedzerze”
- 2006: Kryminalni – Vadim Grinko (odcinki 59 i 60)
- 2006: Kto nigdy nie żył... – ojciec Marysi
- 2008: 33 sceny z życia – Jerzy Szczęsny, ojciec Julii
- 2008: Stygmatyczka (Scena Faktu Teatru Telewizji) – ksiądz Ząbek
- 2009: Naznaczony – Mieczysław Korzeń, ojciec Basi (odcinek 11)

## Nagrody
- Nagrody teatralne za rolę Konrada w Kalkwerku:
  - nagroda im. Aleksandra Zelwerowicza – przyznawana przez redakcję „miesięcznika „Teatr” – 1992
  - nagroda dla najlepszego aktora Międzynarodowego Festiwalu „Kontakt” – 1993
  - nagroda dla najlepszego aktora XXXVIII Kaliskich Spotkań Teatralnych – 1998
  - nagroda publiczności na X Festiwalu Sztuk Przyjemnych i Nieprzyjemnych w Łodzi – 2004
  - nagroda krakowskiego środowiska teatralnego „Ludwik” – 2005
- Nagrody filmowe za rolę Mirona Białoszewskiego w Parę osób, mały czas:
  - najlepsza rola męska (Kryształowy Globus) na 41. Międzynarodowym Festiwalu Filmowym w Karlowych Warach – 2006
  - 11. ceremonia wręczenia Orłów: nominacja w kategorii Najlepsza główna rola męska